# Conochares hutsoni
Conochares hutsoni là một loài bướm đêm trong họ Noctuidae.